# Marthe Kiehl
Pour les articles homonymes, voir Kiehl.
Marthe Kiehl, née le 25 janvier 1902 à Strasbourg et morte dans cette même ville le 30 mars 1978, est une artiste-peintre française, paysagiste et enseignante à Strasbourg.

## Biographie
Elle fut l'élève de Dorette Muller et d'Émile Schneider.
Pendant des années, elle a enseigné la peinture, y compris à des enfants, dans son domicile - atelier au 1 de la Place de la Porte Blanche à Strasbourg.
À l'occasion de ses voyages en Grèce elle publie Minni erscht Reis uf Griecheland (1971), puis Minni zweit Reis uf Griecheland (1973).
Le Musée d'art moderne et contemporain de Strasbourg et le Cabinet des estampes et des dessins de Strasbourg conservent un ensemble d'œuvres.